# Faxton
Faxton var en civil parish från 1866 till 1935 då den blev en del av Lamport, i grevskapet Northamptonshire, i England. Civil parish var belägen 25 km från Daventry och hade 31 invånare år 1931. Byar nämndes i Domedagsboken (Domesday Book) år 1086, och kallades då Fextone.